# Chilostigmodes areolatus
Chilostigmodes areolatus är en nattsländeart som först beskrevs av Walker 1852.  Chilostigmodes areolatus ingår i släktet Chilostigmodes och familjen husmasknattsländor. Inga underarter finns listade i Catalogue of Life.